# Electris
Electris és una característica d'albedo a la superfície de Mart, localitzada amb el sistema de coordenades planetocèntriques a -44.66 ° latitud N i 170 ° longitud E. El nom va ser aprovat per la UAI l'any 1958 i fa referència a Electris, illa de l'ambre en la mitologia grega.